# Dmytro Kuleba
Dmytro Ivanovych Kuleba (em ucraniano: Дмитро Іванович Кулеба, Sume, 19 de abril de 1981) é um político, servidor público, diplomata e especialista em comunicações ucraniano, atualmente servindo como Ministro das Relações Exteriores. Também atua como membro do Conselho Nacional de Defesa e Segurança da Ucrânia.

## Biografia

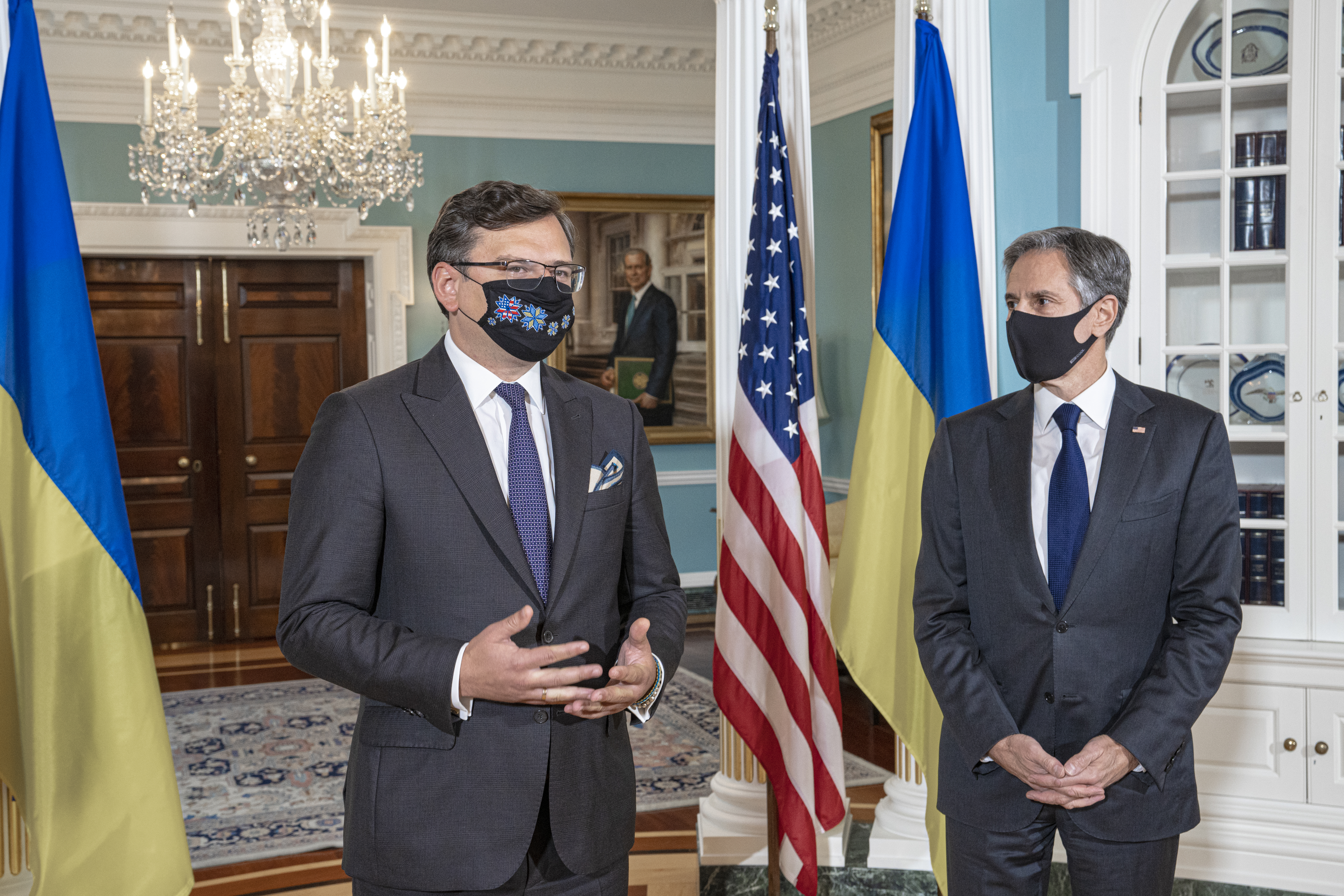
Kuleba reunido com o Secretário de Estado dos Estados Unidos, Antony Blinken, em 2021.

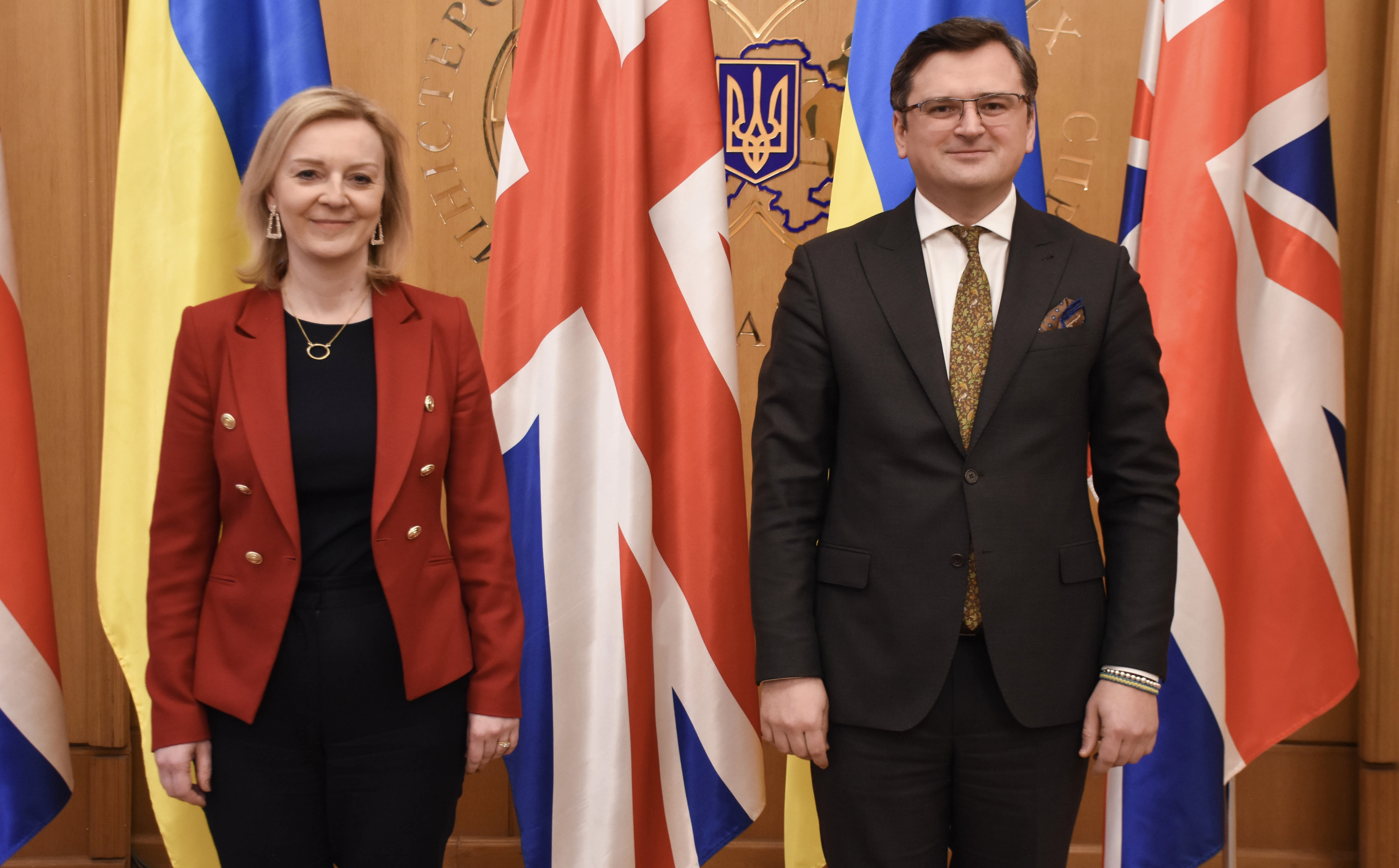
Kuleba em encontro com Liz Truss, em 2022.

Kuleba nasceu em 19 de abril de 1981 na cidade de Sumy, no leste da República Socialista Soviética da Ucrânia, ainda quando a Ucrânia integrava a União Soviética. Formou-se no Instituto de Relações Internacionais da Universidade Nacional de Kiev Taras Shevchenko da Ucrânia no ano de 2003 e doutorado em Direito Internacional.
Em sua vida profissional, serviu no serviço diplomático da Ucrânia e no Ministério das Relações Exteriores da Ucrânia desde 2003. No ano de 2013, ele abandonou o serviço público citando seu desacordo com o curso do ex-presidente da Ucrânia, Viktor Yanukovych e presidiu a Fundação UART para a Diplomacia Cultural.
Participou ativamente dos protestos nacionalistas do Euromaidan no biênio de 2013-2014. No auge dos estágios iniciais da agressão russa contra a Ucrânia em 2014, Kuleba decidiu retornar ao Ministério das Relações Exteriores como embaixador-geral para coordenar comunicações estratégicas. Introduziu os conceitos de diplomacia digital, comunicação estratégica, diplomacia cultural e diplomacia pública no trabalho do Ministério.
Em 2016, Kuleba foi nomeado Representante Permanente da Ucrânia no Conselho da Europa. No ano de 2019, Kuleba escreveu um livro best-seller The War for Reality. How to Win in the World of Fakes, Truths and Communities sobre comunicações modernas, alfabetização midiática e combate à desinformação. No ano seguinte, foi nomeado melhor embaixador ucraniano pelo Institute of World Policy.
Desde de 4 de março de 2020, atua como Ministro das Relações Exteriores da Ucrânia. Em 10 de maio de 2022, Kuleba disse que "nos primeiros meses" da invasão russa na Ucrânia em 2022 "a vitória para nós parecia a retirada das forças russas para as posições que ocupavam antes de 24 de fevereiro e o pagamento pelos danos infligidos. Agora, se formos fortes o suficiente na frente militar e vencermos a batalha de Donbass, que será crucial para a próxima dinâmica da guerra, claro que a vitória para nós nesta guerra será a libertação do resto de nossos territórios", incluindo Donbass e Crimeia. Ele chamou o presidente russo Vladimir Putin de "criminoso de guerra".
Após Putin anunciar uma mobilização parcial das forças armadas da Rússia e fez referência ao uso potencial de armas nucleares, Kuleba disse que "Putin demonstrou total desrespeito à China, Índia, México, Turquia, outras nações asiáticas, africanas, do Oriente Médio e latino-americanas que pediu diplomacia e o fim da guerra da Rússia contra a Ucrânia."
Em 10 de outubro de 2022, Kuleba instou os países africanos a abandonar sua neutralidade e condenar a invasão da Ucrânia pela Rússia. No dia 28 de outubro de 2022, exigiu a cessação imediata do fornecimento de armas iranianas à Rússia, incluindo drones kamikaze iranianos. Em 12 de novembro de 2022,  instou os países membros da Associação de Nações do Sudeste Asiático (ASEAN) a abandonar sua neutralidade e apoiar a Ucrânia.
Ao ser entrevistado pela Associated Press (AP) em dezembro de 2022, Kuleba convocou uma cúpula de paz para fevereiro de 2023 na Organização das Nações Unidas (ONU) mediada pelo secretário-geral António Guterres, convidando a Rússia apenas se ela enfrentar um tribunal internacional por crimes de guerra.
Kuleba criticou a Índia por lucrar com a compra de petróleo russo barato. Em 29 de dezembro de 2022, após os ataques contra a infraestrutura ucraniana, Kuleba twittou: "Não pode haver 'neutralidade' diante de tais crimes de guerra em massa. Fingir ser 'neutro' equivale a ficar do lado da Rússia."
Em janeiro de 2023, Kuleba concedeu uma entrevista para jornalista Leila Sterenberg no programa GloboNews Internacional. Na entrevista Kuleba afirmou esperar maior apoio do Brasil para a causa ucraniana e que espera de Luiz Inácio Lula da Silva seja mais ativo em suas contribuições.

## Vida pessoal
A mãe de Kuleba é Yevhenia Kuleba. Seu pai Ivan Kuleba é diplomata de carreira, ex-vice-ministro das Relações Exteriores da Ucrânia (2003–2004), bem como embaixador da Ucrânia no Egito (1997–2000), Chéquia (2004–2009), Cazaquistão (2008–2019), Armênia (desde 2019).
Kuleba é casado e tem dois filhos: Yehor (nascido em 2006) e Liubov (nascido em 2011). Sua esposa, Yevhenia, é militante do partido de centro, Servo do Povo, sendo um importante quadro do partido na capital Kiev.